# Hermann von Hirschberg
Hermann Graf von Hirschberg (* 3. Februar 1785; † 31. Januar 1814 in Endingen am Kaiserstuhl) war ein bayerischer Kavallerieoffizier in den napoleonischen Kriegen, Ritter des Militär-Max-Joseph-Ordens und der französischen Ehrenlegion.

## Herkunft
Hermann Franz de Paula Joseph, Graf von Hirschberg, wurde geboren am 3. Februar 1785 zu Schloss Bruck am Thurn und Weiher im damaligen Bezirksamt Kemnath in der Oberpfalz als Sohn des 1790 oder 1792 in den Reichsgrafenstand erhobenen Veit Christoph von Hirschberg, Herrn auf Bruck, Ebnath und Schwarzenreuth, und dessen Gattin Marie Barbara Spindler von Bruck.
Die Familie Hirschberg hatte eine lange militärische Tradition; viele ihrer männlichen Mitglieder dienten in der bayerischen Armee. Schon in der Rangliste (d.d. Brüssel 10. November 1705) des Kürassierregiments des kurbayerischen Generals Wolframbstorf findet sich als Kornett ein Johann Paul von Hirschberg aus Schwarzenreuth.

## Militärische Karriere
Hermann Graf Hirschberg trat 1796 in die kurfürstliche Militärakademie ein, deren 2. Abteilung er am 6. November 1800 verließ, indem er zum Junker im Füsilier-Regiment „Juncker“ (späteres 10. Infanterie-Regiment) ernannt und in diesem am 28. März 1802 zum Unterleutnant befördert wurde. Durch Stellentausch kam er am 8. Februar 1805 als Unterleutnant zum 1. Dragoner-Regiment „Minucci“ (späteres 1. Chevaulegers-Regiment), mit dem er – die bayerische Armee kämpfte auf französischer Seite – den Feldzug 1805 gegen Österreich mitmachte (Dritter Koalitionskrieg).
Nachdem er nach Fürst Wredes Einzug in München als Führer einer Patrouille, zu der auch der spätere Max-Joseph-Ritter Jakob von Wolf gehörte, bei Vaterstetten ein bedeutendes österreichisches Depot erbeutet hatte, erhielt er wegen besonderer Tapferkeit mit Armeebefehl vom 26. Oktober 1805 das Militär-Ehrenzeichen und wurde daher bei der Stiftung des Max-Joseph-Ordens im Armeebefehl vom 1. März 1806 zum Ritter dieses Ordens ernannt. Den weiteren Verlauf des Feldzugs machte er, wie er selber schreibt, in der Avantgarde der Armee mit und erlebte, in das Hauptquartier des Marschalls Bernadotte kommandiert, am 2. Dezember 1805 die Schlacht bei Austerlitz mit.
Im Feldzug 1806/07 gegen Preußen (Vierter Koalitionskrieg) zeichnete er sich bei der Eroberung der schlesischen Stadt Grottkau erneut durch Tapferkeit aus, wurde dafür im Armeebefehl vom 18. Januar 1807 besonders belobt und durch Armeebefehl vom 31. März 1807 mit dem Orden der französischen Ehrenlegion ausgezeichnet (Brevet vom 5. März 1807). Im Feldzug von 1809 gegen Österreich (Fünfter Koalitionskrieg) wurde Hirschberg durch Armeebefehl vom 1. Juni 1809 für seine Auszeichnung in der Schlacht bei Abensberg am 19. April abermals belobt.
Am 6. Juni 1809 in seinem Regiment zum Oberleutnant befördert, meldete sich Hirschberg auf dem Rückzug nach Innsbruck freiwillig zur Teilnahme an der Säuberung der von Tiroler Aufständischen besetzten Höhen bei Schönberg. Bei dieser Gelegenheit wurde er von der Truppe abgeschnitten, versuchte sich durchzuschlagen, stürzte aber mit seinem Pferd in einen Abgrund und zog sich dabei so schwere Verletzungen zu, dass er wegen seiner zerrütteten Gesundheit am 19. April 1810 in Pension trat. Am 9. März 1813 wurde er als Leutnant bei der 2. Legion der Gendarmerie reaktiviert, auf eigenes Ansuchen aber schon am 24. April wieder entlassen, dann am 2. Juni zum Rittmeister im neu aufgestellten National-Chevaulegers-Regiment (späteres 1. Kürassier-Regiment „Prinz Karl“) ernannt. Mit diesem machte er den Beginn des Feldzug 1813 mit (Befreiungskriege), gelangte aber nicht bis nach Frankreich. Im Dezember erkrankt, starb er am 31. Januar 1814 in Endingen in Baden.

## Familie
Hermann Graf Hirschberg war verheiratet mit Sophia, geborene Freiin Lochner von Hüttenbach auf Theuern (Tochter der Josepha Charlotte von Lochner, Korrespondenzpartnerin Jean Pauls), früher Stiftsdame zu Niedermünster. Die beiden Kinder aus dieser Ehe waren die Romanschriftstellerin Charlotte von Gravenreuth (1809–1877) und der Kavallerieoffizier und Kämmerer Hermann Thaddäus, Graf von Hirschberg (1812–1879). Die Witwe Sophia heiratete später den bayerischen Hauptmann Gebhard in Regensburg und wurde 1850 abermals Witwe. Sie starb am 1. Mai 1865 in Nürnberg.